# 蒂克蒂科查湖
11°36′24″S 76°12′2″W / 11.60667°S 76.20056°W

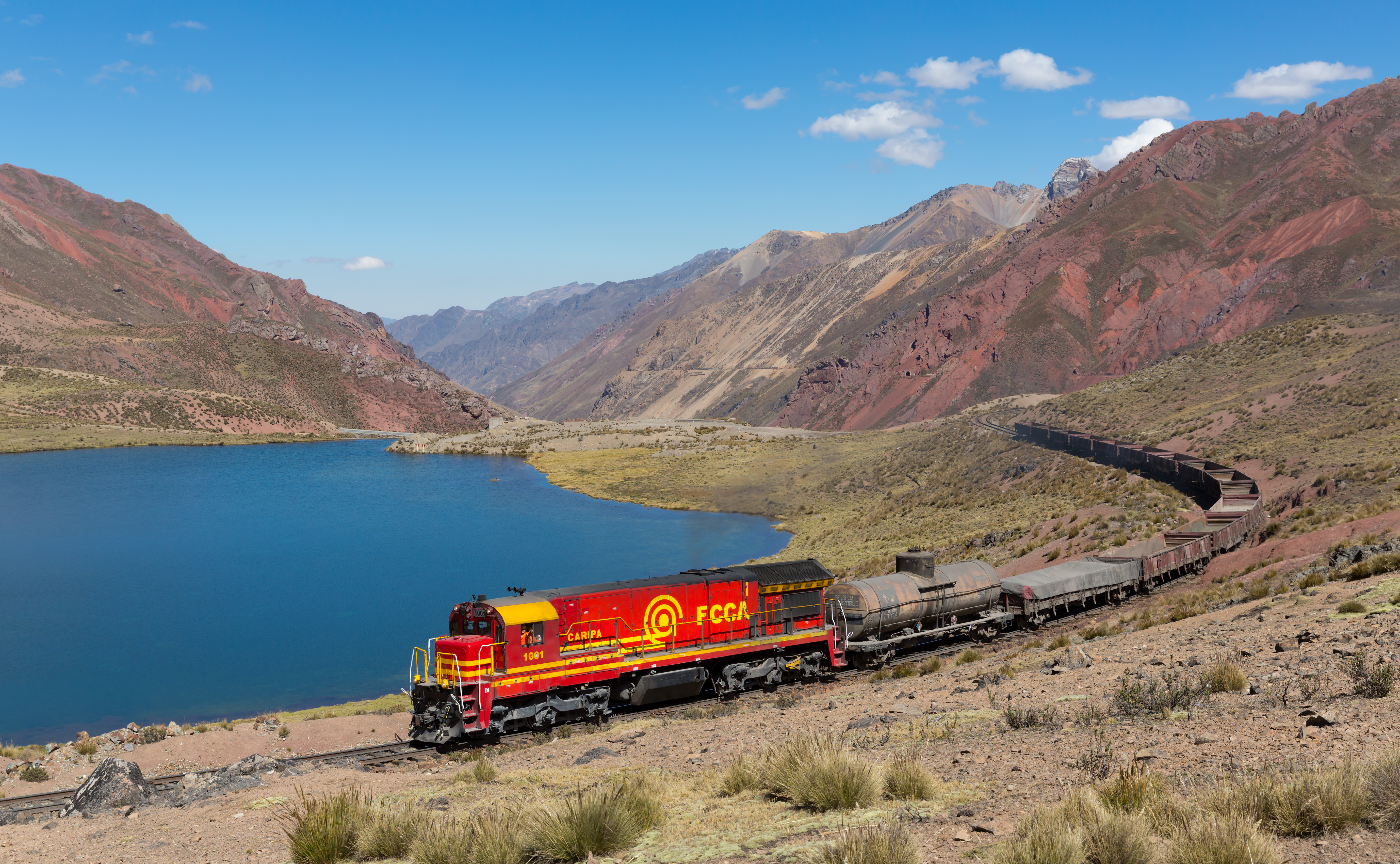

蒂克蒂科查湖（Tiktiqucha），是秘魯的湖泊，位於該國中南部利馬大區的瓦羅奇里省，處於瓦克拉科查湖西南面和蒂克蒂馬柴山東南面。